# Bank Spółdzielczy Ziemi Kraśnickiej
Bank Spółdzielczy Ziemi Kraśnickiej – bank spółdzielczy korzeniami sięgający roku 1907.

## Historia
11 marca 1907 powstało na terenie Kraśnika Towarzystwo Oszczędnościowo-Pożyczkowe. W 1920 przekształciło się w Kasę Spółdzielczą w Kraśniku. W 1925 kasa przyjęła nazwę Kasy Spółdzielczej im. Stefczyka w Kraśniku. W czasie okupacji działalność banku została zawieszona. Kasę reaktywowano w 1947, a później przekształcono ją w Bank Spółdzielczy w Kraśniku.
Po 1989 mimo trudnego okresu załamania gospodarczego i hiperinflacji bank odbudował swoją pozycję na terenie regionu i przystąpił do struktur centralnych. Rozpoczął się proces konsolidacji miejscowych banków spółdzielczych z miejscowości: Wilkołaz, Dzierzkowice, Urzędów, Gościeradów, Annopol, Zakrzówek, Trzydnik Duży, Szastarka, Zaklików, Batorz, Modliborzyce, Stalowa Wola, które łącznie stworzyły Bank Spółdzielczy Ziemi Kraśnickiej – 18 grudnia 1999 r.

## Działalność
Bank posiada siedzibę w Kraśniku i oddziały w ww. miejscowościach. Działa na terenie powiatów: kraśnickiego, janowskiego i stalowowolskiego.
W 2007 zdobył wyróżnienie w konkursie na najlepszy bank spółdzielczy zrzeszony z Bankiem Polskiej Spółdzielczości.

## Źródła
- Henryk Krawiec, 100 lat Banku Spółdzielczego Ziemi Kraśnickiej, wyd. MAD Graf, Kraśnik 2007.
- https://www.bskrasnik.pl/